# Blahó Gergely
Blahó Gergő (Budapest, 1992. december 13. –) magyar színművész, szinkronrendező.

## Életpályája
A józsefvárosi Deák Diák Általános Iskolában tanult, majd a Szent-Györgyi Albert Általános Iskola és Gimnázium következett. Gyerekként a Bárka Színházban játszott. 2012-ben a Vörösmarty Mihály Gimnáziumban érettségizett. 2012–2017 között a Színház- és Filmművészeti Egyetem hallgatója volt. Egyetemi gyakorlatát a Pécsi Nemzeti Színházban töltötte. 2017-től szabadúszó.
A Vörösmarty Mihály Gimnáziumban kreatív beszédet tanít.

## Filmes és televíziós szerepei
- Egynyári kaland (2017) ...Pszichológus
- Oltári csajok (2017)… Alex
- Profik (2021) ...Kölyök
- Az unoka (2022) ...Rudi
- Az énekesnő (2022) ..Kerekes József joghallgató
- Apatigris (2023) ...Apuka
- Cicaverzum (2023) ...Zsanett férje